# Сен-Мемен (Об)
Сен-Меме́н (фр. Saint-Mesmin) — коммуна во Франции, находится в регионе Шампань — Арденны. Департамент — Об. Входит в состав кантона Мери-сюр-Сен. Округ коммуны — Ножан-сюр-Сен.
Код INSEE коммуны — 10353.
Коммуна расположена приблизительно в 125 км к востоку от Парижа, в 70 км юго-западнее Шалон-ан-Шампани, в 20 км к северо-западу от Труа.

## Население
Население коммуны на 2008 год составляло 868 человек.
| 1962 | 1968 | 1975 | 1982 | 1990 | 1999 | 2008 |
| ---- | ---- | ---- | ---- | ---- | ---- | ---- |
| 659  | 679  | 655  | 919  | 924  | 839  | 868  |

## Администрация
| Период | Период | Фамилия     | Партия | Примечания |
| ------ | ------ | ----------- | ------ | ---------- |
| 1949   | 1995   | Юбер Клерси |        |            |
| 1995   | 2002   | Пьер Бернар |        |            |
| 2003   | 2014   | Джек Норман |        |            |

## Экономика

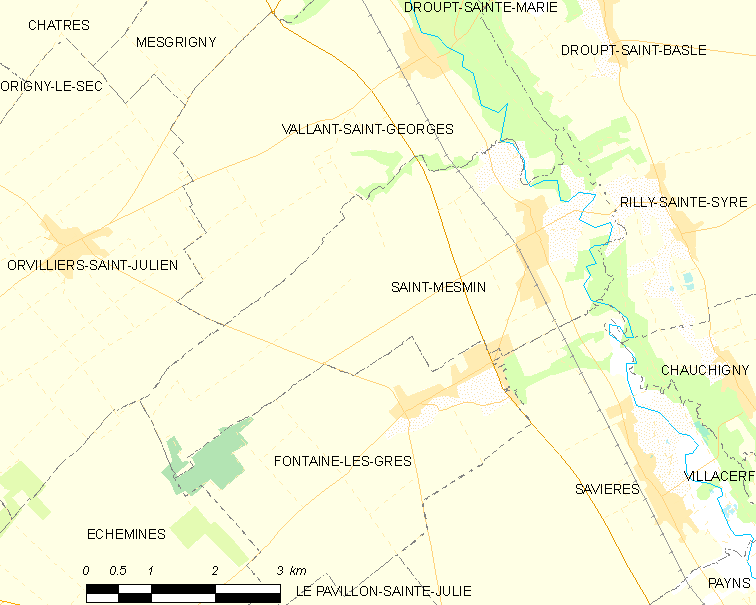
Карта коммуны

В 2007 году среди 568 человек в трудоспособном возрасте (15—64 лет) 419 были экономически активными, 149 — неактивными (показатель активности — 73,8 %, в 1999 году было 75,5 %). Из 419 активных работали 394 человека (210 мужчин и 184 женщины), безработных было 25 (14 мужчин и 11 женщин). Среди 149 неактивных 44 человека были учениками или студентами, 76 — пенсионерами, 29 были неактивными по другим причинам.